# Caesarea Philippi
Caesarea Philippi vagy Cézárea Filippi (ógörög nyelven: Καισαρεία Φιλίππεια) ókori római város a Jordán forrásvidékén, a Kineret-tótól északra, a Hermon-hegy délnyugati lábánál. A város romjai az Izrael által megszállt Golán-fennsík északi részén fekszenek.
Korábbi neve Bánjász, illetve Páneion, Páneász vagy Pániász (Pán, a görög isten nevéről).  
Nagy Heródes fia, Heródes Fülöp Kr. e. 3-ban a székhelyévé építtette ki és a császár és alapítója tiszteletére neveztette el Cézárea Filippinek. II. Agrippa később Néroniasznak nevezte el Nero római császár után. A későbbi évszázadokban a város elveszítette jelentőségét, és visszanyerte eredeti nevét, a Pániászt. Ma Bánjász (بانياس , בניאס) falu áll a helyén.
Jézus egyszer felkereste a város környéki falvakat galileai tartózkodása alatt, és meggyógyított egy idevalósi vérfolyasos nőt.